# Votxisiàcies
Vochysiaceae és una família de plantes que pertany a l'ordre Myrtales.

## Descripció
Són arbres o arbusts amb les fulles oposades; les flors són zigomorfes 1-(3)-5; ovari inferior o superior; un estam fèrtil; fruits en sàmara o en càpsula

## Biogeografia
Sis dels vuit gèneres són de plantes natives dels neotròpics. Els gèneres Erismadelphus i Korupodendron són natius d'Àfrica occidental i central.

## Sistemàtica
Vochysiaceae és una família propera a la Chrysobalanaceae. Vochysiaceae consta de 7 gèneres amb 217 espècies:
Tribu Erismeae : un ovari inferior i fruits alats 
- Erisma Rudge (20 espècies)
- Erismadelphus Mildbr. (2 espècies)
- Korupodendron Litt & Cheek (1 espècie)

Tribu Vochysieae: tres ovaris superiors fusionats i fruits en càpsula 
- Callisthene Mart. (10 espècies)
- Qualea Aubl. (60 espècies)
- Salvertia A.St.-Hil. (1 espècie)
- Ruizterania Marc.-Bert. (19 espècies)
- Vochysia Aubl. (105 espècies)

El gènere Euphronia, que abans estava inclòs dins Vochysiaceae, no n'està emparentat i ara es posa a la seva família, Euphroniaceae, més emparentada amb la família Chrysobalanaceae.